# 안병춘 (관료)
안병춘(安秉春)은 일제강점기의 지방행정 관료이다.

## 생애
1914년에 조선총독부의 임시직원이 되면서 관계에 들어섰다. 이후 정식직원으로 채용되어 총독부 식산국 농무과에서 근무하다가 1924년에는 총독부 군수로 승진했다. 고등관 8등의 군수로 전라남도 해남군에 발령받은 데 이어 장흥군 군수를 지냈다. 이때 종7위에 서위되어 있었다.
1929년에 고등관 6등으로 총독부 도소작관에 임명되어 황해도와 충청남도에서 차례로 근무했다. 소작관은 일본 제국이 곡물을 관리하고 소작쟁의에 대비하기 위해 각 도에 배치한 직책이다. 황해도 내무부 농무과에서 소작관으로 근무하던 1932년에는 고등관 5등과 종6위를 서위받았다.
1934년에 소작관으로 충청남도 내무부 농무과에 발령받았다. 충남 내무부에서 근무하던 1935년에 총독부가 시정 25주년을 기념하여 표창한 표창자 명단에 들어 있다. 이때를 기준으로 정6위에 서위되어 있었다.
2008년 친일인명사전 편찬 준비 과정에서 발표된 민족문제연구소의 친일인명사전 수록예정자 명단 중 관료 부문에 포함되었다.

## 참고자료
- 안병춘(安秉春) - 국사편찬위원회